# Schlechtenmühle

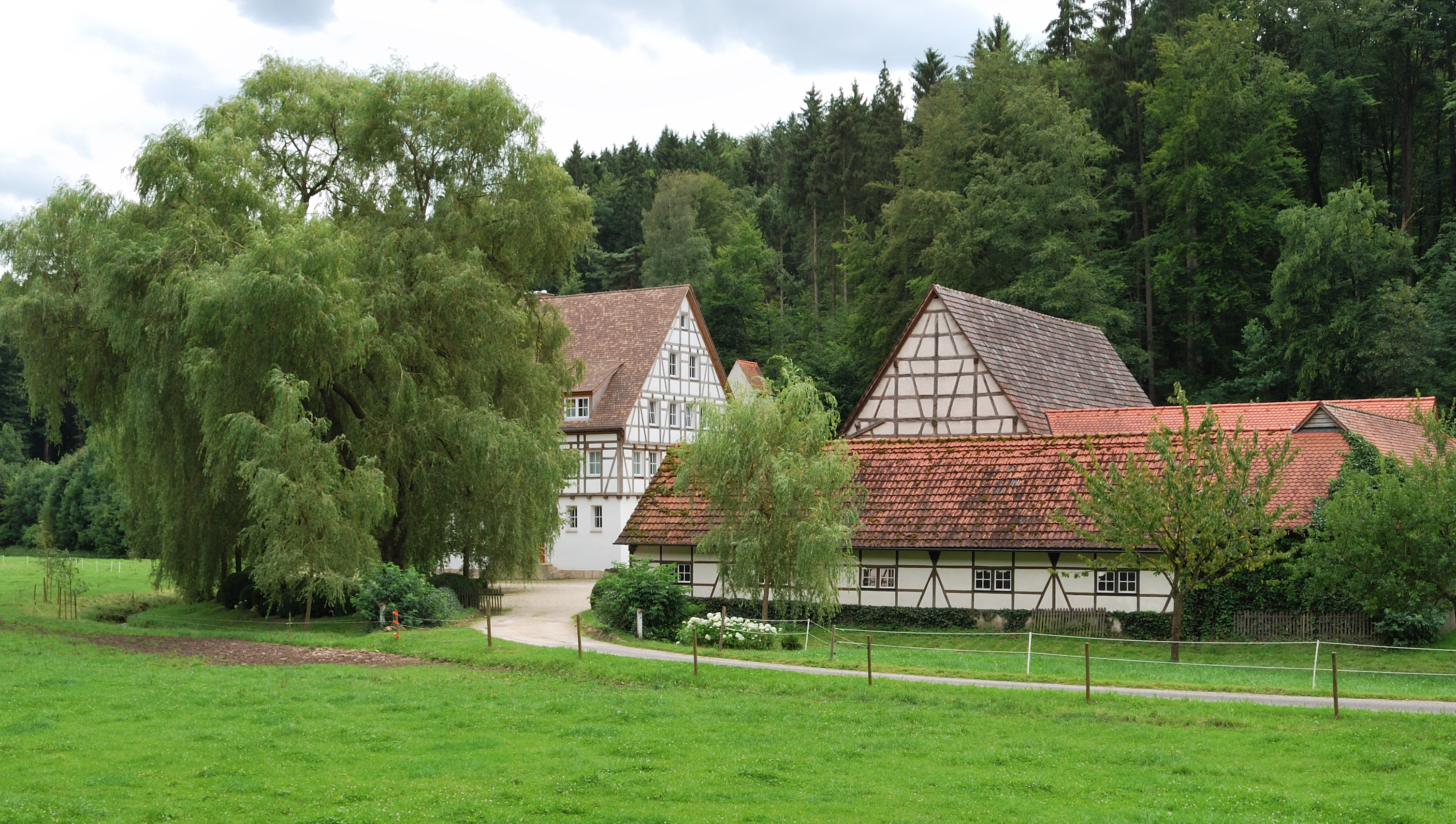
De Schlechtenmühle in het Siebenmühlental

De Schlechtenmühle (de naam wordt ook wel als Schlechtsmühle geschreven) is stroomafwaarts de vijfde watermolen in het Siebenmühlental, het dal van de Reichenbach, zuidelijk van Stuttgart, in het zuidwesten van Duitsland. De molen ligt in de marke van Leinfelden-Echterdingen en is tegenwoordig in privébezit.

## Geschiedenis
De molen werd voor het eerst genoemd in een oorkonde van Kellerei Stuttgart uit 1451. Sinds 1797 was de Schlechtenmühle gedurende bijna 200 jaar in het bezit van de familie Schlecht, waar de naam van de molen van is afgeleid. Maar de naam is in die periode ook gewijzigd geweest in Herbotsmühle. In 1862 werd de molen na een brand weer hersteld.
Toen Mathilde Schlecht (1879–1906) in 1904 trouwde met Johannes Wolf (1877–1946) ging de molen voor de helft over naar de familie Wolf. In 1946 werd Wolf door Poolse vluchtelingen doodgeschoten en erfde zijn zoon Wilhelm Wolf (1906–1996) de molen. Hij was de laatste molenaar in het dal die volgens de oude traditie graan maalde.

## De molen
De Schlechtenmühle werd in 1867 herbouwd en bestaat uit een hoofdgebouw van vijf verdiepingen met een bijgebouw die voor agrarische doelen worden gebruikt. In 1918 wordt een aanzuigpomp van 7 kWh van motorenfabriek Köln-Deutz voor extra aanvoer van water in droge perioden geplaatst. In 1926 werd het houten waterrad vervangen door een Francisturbine die met 200 omwentelingen per minuut een betere energieopbrengst heeft van de aandrijving door het stromende water. Een gewoon waterrad heeft slechts 6 tot 7 omwentelingen per minuut. Met deze aanpassing was de molen lange tijd de modernste in het dal. In 1949 vond de inbouw van een spiraalturbine plaats. Met een verval van 3 meter kon hiermee ongeveer 3 kW vermogen worden opgewekt. De molen had een looigang en twee maalgangen. Daarnaast was er een gang voor het pellen van graan. Voor de Tweede Wereldoorlog werden maalcilinders ingebouwd, een modernisering die in veel korenmolens is doorgevoerd. De oude maalsteen kwam oorspronkelijk uit de Champagne. 
In 1993 werd de molen stilgelegd. Na de dood van Wilhelm Wolf werden in 1999 de maalmachines verwijderd en aan een Roemeense agrarisch genootschap in  Transsylvanië overgedragen. Daar worden de maalgangen elektrisch aangedreven. In 2003 werd het oude molengebouw gesloopt en nieuw opgebouwd. Daarbij werden de verdiepingen op moderne hoogte gebracht. Tegenwoordig is de voormalige molen in privébezit van de familie Laible, die er biologische veehouderij uitoefent. De molen is niet te bezichtigen.

## Externe adressen
- Het Siebenmühlental
- De Schlechtenmühle in het Siebenmühlental

Obere Mühle · Eselsmühle · Mäulesmühle · Seebruckenmühle · Schlechtenmühle · Walzenmühle · Schlösslesmühle · Kochenmühle · Obere Kleinmichelesmühle · Untere Kleinmichelesmühle · Burkhardtsmühle